# Janko Šušnjar
Janko Šušnjar, hrvaški general, * 18. november 1921, † 1988.

## Življenjepis
Šušnjar se je leta 1941 pridružil NOVJ in KPJ; med vojno je bil politični komisar več enot.
Po vojni je bil vojaški ataše SFRJ na Poljskem, v Kanadi in Italiji; načelnik uprave SSNO, ...